# Виконт Хардинг
Виконт Хардинг из Лахора и Кингс Ньютона в графстве Дербишир — наследственный титул в системе Пэрства Соединённого королевства.

## История
Титул виконта Хардинга был создан 2 мая 1846 года для английского военного и политика, сэра Генри Хардинга (1785—1856). 2 февраля 1855 года он получил чин фельдмаршала. Его сын, Чарльз Стюарт Хардинг, 2-й виконт Хардинг (1822—1894), представлял Даунпатрик в Палате общин Великобритании (1851—1856). Его потомок, Чарльз Генри Николас Хардинг, 6-й виконт Хардинг (1956—2004), в 1986 году унаследовал титул 8-го баронета из Белл-Айл после смерти своего дальнего родственника, сэра Роберта Арольда Хардинга, 7-го баронета (1914—1986). Титул баронета из Белл-Айл (Баронетство Соединённого королевства) был создан в 1801 году для сэра Ричарда Хардинга (1756—1826). Он был третьим сыном Николаса Хардинга, младшего брата преподобного Генри Хардинга и дяди Генри Хардинга, 1-го виконта Хардинга.
По состоянию на 2024 год носителем титула являлся Томас Генри де Монтарвилл Хардинг, 8-й виконт Хардинг (род. 1993), который сменил своего отца в том же 2014 году.
- Чарльз Хардинг, 1-й барон Хардинг из Пенсхерста (1858—1944), британский дипломат и государственный деятель, второй сын 2-го виконта Хардинга. Вице-король Индии (1910—1916), посол Великобритании в России (1904—1906), постоянный заместитель министра иностранных дел[англ.] (1906—1910, 1916—1920), посол Великобритании во Франции (1920—1922). В 1910 году получил титул барона Хардинга из Пенсхерста.
- Джордж Николас Хардинг[англ.] (1781—1808), капитан британского королевского флота, второй сын преподобного Генри Хардинга и старший брат 1-го виконта Хардинга.

Семейная резиденция — Бродмер-хаус в окрестностях Бейсингстока в графстве Хэмпшир.

## Виконты Хардинг (1846)
- 1846—1856: Генри Хардинг, 1-й виконт Хардинг (30 марта 1785 — 24 сентября 1856), сын преподобного Генри Хардинга (1754—1820);
- 1856—1894: Чарльз Стюарт Хардинг, 2-й виконт Хардинг (2 сентября 1822 — 28 июля 1894), старший сын предыдущего;
- 1894—1924: Генри Чарльз Хардинг, 3-й виконт Хардинг (1 августа 1857 — 30 апреля 1924), старший сын предыдущего;
- 1924—1979: Кэрил Николас Чарльз Хардинг, 4-й виконт Хардинг (25 декабря 1905—1979), второй (младший) сын предыдущего;
- 1979—1984: Генри Николас Пол Хардинг, 5-й виконт Хардинг (15 августа 1929—1984), старший сын предыдущего;
- 1984—2004: Чарльз Генри Николас Хардинг, 6-й виконт Хардинг (25 августа 1956 — 18 января 2004), старший сын предыдущего от первого брака;
- 2004—2014: Эндрю Хартленд Хардинг, 7-й виконт Хардинг (7 января 1960 — 11 февраля 2014), младший брат предыдущего;
- 2014 — настоящее время: Томас Генри де Монтарвилл Хардинг, 8-й виконт Хардинг (род. 19 июня 1993), старший сын предыдущего;
  - Наследник титула: достопочтенный Джейми Александр Дэвид Хардинг (род. 4 ноября 1996), младший брат предыдущего.

## Баронеты Хардинг из Белл-Айл (1801)
- 1801—1826: Сэр Ричард Хардинг, 1-й баронет (10 ноября 1756 — 5 ноября 1826), младший сын Николаса Хардинга (1669—1758);
- 1826—1864: Сэр Чарльз Хардинг, 2-й баронет (22 марта 1780 — 3 февраля 1864), старший сын преподобного Генри Хардинга (1754—1820), внук Николаса Хардинга (1669—1758);
- 1864—1873: Сэр Генри Чарльз Хардинг, 3-й баронет (26 июля 1830 — 13 ноября 1873), старший сын предыдущего;
- 1873—1924: Сэр Эдмунд Стрейси Хардинг, 4-й баронет (27 марта 1833 — 8 апреля 1924), младший брат предыдущего;
- 1924—1968: Сэр Чарльз Эдмунд Хардинг, 5-й баронет (15 ноября 1878 — 29 октября 1968), единственный сын предыдущего;
- 1968—1973: Сэр Роберт Хардинг, 6-й баронет (3 декабря 1887—1973), единственный сын Эдмунда Сесила Хардинга (1860—1890), внук Роберта Джеймса Хардинга (1834—1877), правнук 2-го баронета;
- 1973—1986: Сэр Роберт Арнольд Хардинг, 7-й баронет (9 сентября 1914—1986), единственный сын предыдущего;
- 1986—2004: Сэр Чарльз Генри Николас Хардинг, 8-й баронет (25 августа 1956 — 18 января 2004), старший сын 5-го виконта Хардинга, 6-й виконт Хардинг с 1984 года.

Дальнейший порядок наследования смотреть выше.